# Campanil (Universidad de Concepción)
El Campanil de la Universidad de Concepción es un campanario ubicado en la Ciudad Universitaria de Concepción, símbolo de la universidad y de la ciudad chilena de Concepción. Fue construido en 1943 gracias a la iniciativa de Enrique Molina Garmendia, fundador de esta casa de estudios en 1919.

## Historia

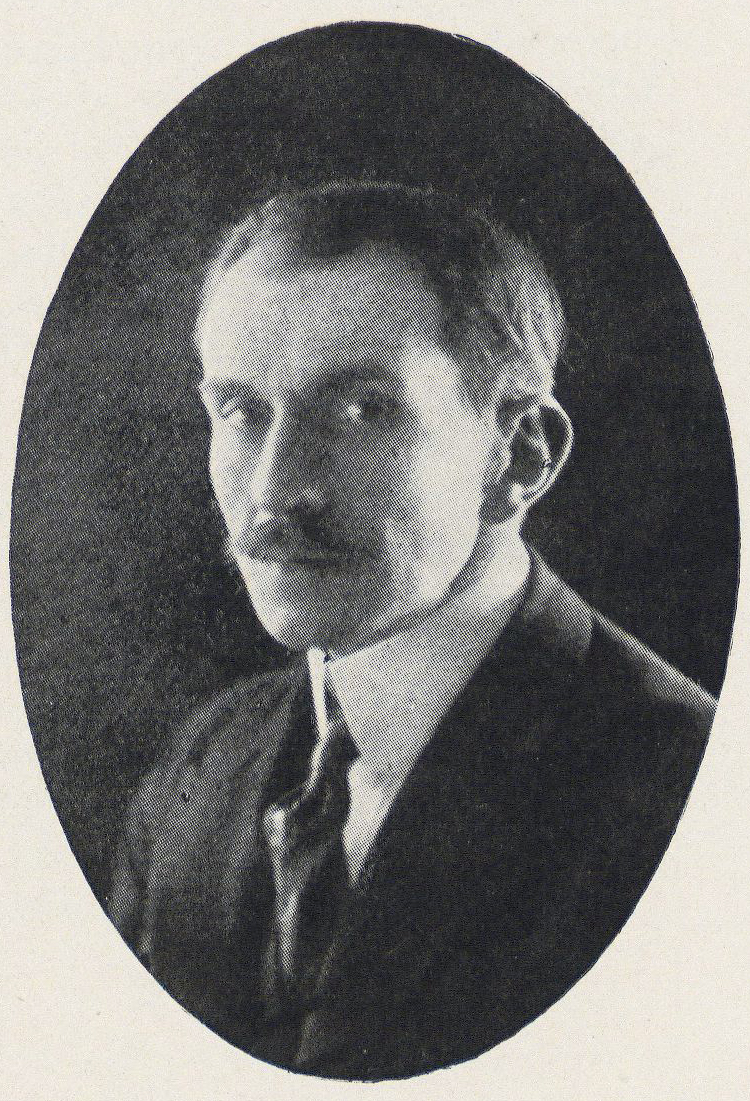
Enrique Molina Garmendia, cofundador y primer rector de la Universidad de Concepción.

Fuertemente influido por el estilo arquitectónico de las universidades estadounidenses, Enrique Molina Garmendia presentó en marzo de 1941 al Directorio de la Corporación Universidad de Concepción un proyecto para construir un campanil, que fue aprobado por unanimidad. La tarea de diseñar la edificación fue encomendada al arquitecto Enrique San Martín, quien presentó al Directorio cuatro alternativas: una diseñada por Julio Ríos Boettiger (hermano del dibujante Pepo), otra por Alberto Cormaches y dos por él mismo. Los proyectos de Cormaches y Ríos fueron desechados, por lo que el directorio tuvo que decidir entre los dos propuestos por San Martín, eligiendo el actual.

El proyecto de Cormaches (como también el de Ríos Boetigger) era avanzado, futurista y muy influido por la arquitectura más vanguardista, de manera que no gustó a los directores ni a don Enrique Molina. La verdad es que no se ajustaba a la imagen de los edificios de la ciudad universitaria ni a la idea que el Rector había traído desde la Universidad de California, que correspondía más bien a un campanil de estilo italiano, más específicamente al estilo del Campanil de la Plaza de San Marcos en Venecia [...] Los dos proyectos de San Martín, en cambio, eran más conservadores y ajustados a la arquitectura del conjunto. De estos, el Directorio eligió uno, el más clásico, que además se ajustaba con la imagen del Campanil conocido por el Rector Molina en la Universidad de California, en Berkeley.
Jaime García Molina, Decano de la Facultad de Arquitectura

El campanario se terminó de construir en 1943, con un coste de 994 630 pesos de la época, y se inauguró a principios de 1944. Inicialmente, se permitió la entrada de visitantes al balcón del campanil; sin embargo, esta medida pronto cesó, con el fin de buscar la máxima preservación del edificio.
Poco después de la finalización de la construcción del campanil, Enrique Molina expresó:

El Campanil, cortándose sobre los oscuros pinares y en el luminoso raso del firmamento, es bello. Será siempre bello. Va a ser el símbolo universitario por excelencia, signo de rectitud y elevación, columna que difundirá en las almas goce, placidez y serenidad, flecha que apunta a la altura, como la filosofía, donde más allá de las nubes que amedrentan, triunfa la claridad celeste.
Enrique Molina Garmendia, octubre de 1943

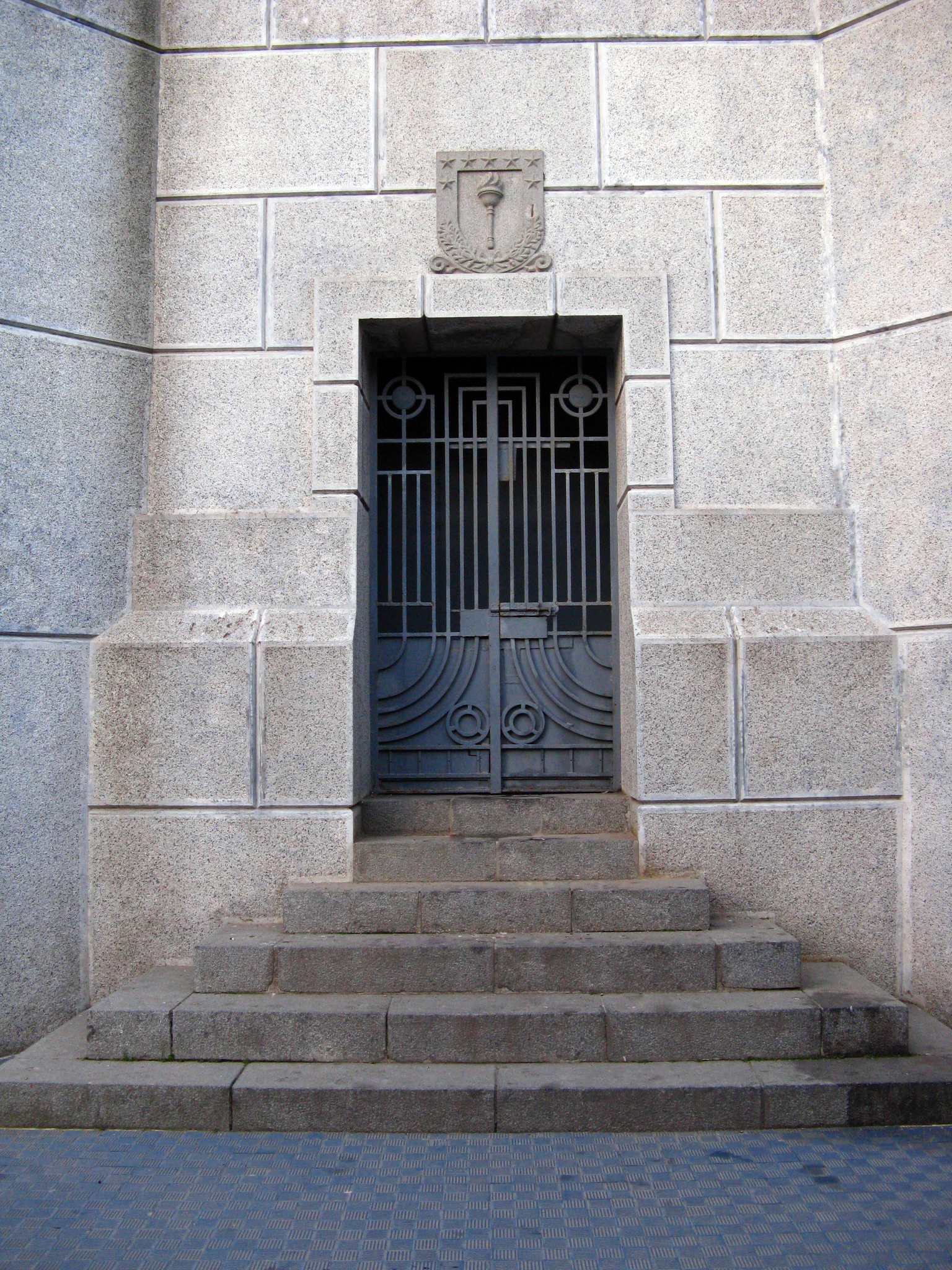
Entrada del campanil, donde se puede apreciar el escudo de la universidad.

Tras haber estado treinta y siete años en el cargo de rector de la Universidad, Enrique Molina fue reemplazado por el abogado David Stitchkin en 1956. Al primer mes de asumido el cargo, Stitchkin propuso al Directorio la ampliación del campus universitario para la creación de nuevas carreras y la ampliación de los cupos de ingreso. Con este fin, Stitchkin solicitó al arquitecto y urbanista Emilio Duhart un plan regulador, que comenzó en 1957 y que en 1958 fue presentado al Directorio, considerándose como base la construcción del Foro de la Universidad, a los pies del Campanil.

El elemento de mayor fuerza y significado de la propuesta del arquitecto Duhart, elemento articulador de toda la composición arquitectónica del nuevo Plan Regulador, fue el Foro Abierto o conjunto de Plazas Centrales [...] ubicado al pie del Campanil.
Jaime García Molina

## Diseño y características
La obra se encargó al constructor civil Juan Villa Luco, quien utilizó hormigón armado; el resultado es una sólida estructura de 42,5 metros de altura, escaleras en su interior y un balcón en la parte superior.
El diseño del Campanil está fuertemente inspirado en la Torre Sather, el campanil de la Universidad de California en Berkeley, construido entre 1914 y 1917 por el arquitecto John Galen Howard. Enrique Molina visitó esta universidad y quedó tan maravillado con ella que decidió implantar un diseño de campus similar en la ciudad de Concepción. Este aprecio por dicha universidad queda manifiesto en sus propias palabras:

[...] se alza el hermoso, blanco y altísimo campanil de la universidad, como un faro espiritual, como un emblema del benévolo señorío de la cultura universitaria. Desde casi todas partes del pueblo se ve el campanil, se ve desde San Francisco y se ve desde Oakland, otra gran ciudad vecina; y el viajero que no sabe su camino puede orientarse por la superior enseña de la universidad.
Enrique Molina Garmendia

## Símbolo universitario y penquista
Al igual que el mural Presencia de América Latina o la escultura Homenaje al espíritu de los fundadores de la Universidad de Concepción, el campanil constituye un verdadero emblema de la cultura penquista. Es considerado Patrimonio Arquitectónico de la ciudad y es un símbolo ampliamente utilizado tanto por organizaciones sin fines de lucro como por la empresa privada, por lo que se puede encontrar en una amplia gama de boletos de transporte público y estampillas, entre otros.
La Corporación Club Deportivo Universidad de Concepción, creada por la casa de estudios en 1994, dirige, entre otros, a los clubes deportivos de fútbol y baloncesto de la Universidad. Ambos equipos se identifican popularmente como «Los del Campanil» o «El Campanil», en referencia a la clásica edificación universitaria.
Adicionalmente, diversas obras artísticas ajenas a la Universidad de Concepción han utilizado al Campanil como figura emblemática de la ciudad. Entre 1943 y 1946, el artista chileno Gregorio de la Fuente pintó el mural Historia de Concepción, ubicado en la antigua Estación Central de Concepción, donde el campanil aparece en la parte central de la obra. Asimismo, desde diciembre de 2009 aparece representado junto a la escultura Homenaje al espíritu... en el mural Educación: pasado, presente y futuro del artista chileno Marco Hernández, ubicado en la Secretaría General Ministerial de Educación de Concepción.